# Julius Becker (Komponist)
Constantin Julius Becker (* 5. Februar 1811 in Freiberg; † 26. Februar 1859 in Oberlößnitz) war ein deutscher Komponist, Musiktheoretiker und Autor musikalischer Romane.

## Leben und Wirken
Becker studierte in Freiberg bei August Ferdinand Anacker und in Leipzig. Becker schloss mit einem Dr. phil. ab. 1837 wurde er Mitarbeiter der von Robert Schumann herausgegebenen Neuen Zeitschrift für Musik. Auch war Becker zeitweise an der Leitung der Freiberger Singakademie beteiligt.
Anfang der 1840er Jahre zog Becker nach Dresden, um dort als Singlehrer sein Auskommen zu haben. Er schuf diverse Chorwerke, Lieder sowie die Oper Die Erstürmung von Belgrad, die am 21. Mai 1848 in Leipzig uraufgeführt wurde. Auch erschienen von Becker mehrere musikalische Romane sowie Lehrbücher.
Becker lebte und wirkte die letzten Lebensjahre in der Oberlößnitz, wo er ein Weingut besaß. Becker gab im Saal des Gasthofs Goldene Weintraube zahlreiche Benefizkonzerte, die zugunsten des Vereins für Heilwesen und Naturkunde und der von diesem unterstützten Krankenanstalt im Steinernen Haus veranstaltet wurden. Becker verstarb am 26. Februar 1859 auf seinem Gut.

## Werke
- Die Erstürmung von Belgrad, Oper, Uraufführung am 21. Mai 1848 in Leipzig.